# 1053 w polityce
Wydarzenia polityczne w 1053 roku.

## Wydarzenia
- Bitwa pod Civitate. Normanowie atakują koalicyjną armię papieża Leona IX[1], który dostaje się do ich niewoli[2].

## Urodzili się
- 8 lipca Shirakawa, cesarz Japonii[3].

## Zmarli
- Prokop z Sazawy, czeski zakonnik, święty Kościoła katolickiego.